# Protaetia kurosawai
Protaetia kurosawai är en skalbaggsart som beskrevs av Kobayashi 1994. Protaetia kurosawai ingår i släktet Protaetia och familjen Cetoniidae. Inga underarter finns listade i Catalogue of Life.